# Phlegra Montes
Phlegra Montes je pohoří na povrchu Marsu, které se nachází na severní polokouli severozápadním směrem od sopky Elysium Mons. Pohoří se táhne převážně od jihu k severu do délky okolo 1352 km. Pohoří vzniklo v důsledku impaktů a tektonických projevů v oblasti, které jsou vidět na zlomu táhnoucím se pohořím.
Pojmenována byla v roce 1973.